# World Series of Poker 1974
Die World Series of Poker 1974 war die fünfte Austragung der Poker-Weltmeisterschaft und fand vom 6. bis 16. Mai 1974 im Binion’s Horseshoe in Las Vegas statt.

## Turniere

### Turnierplan

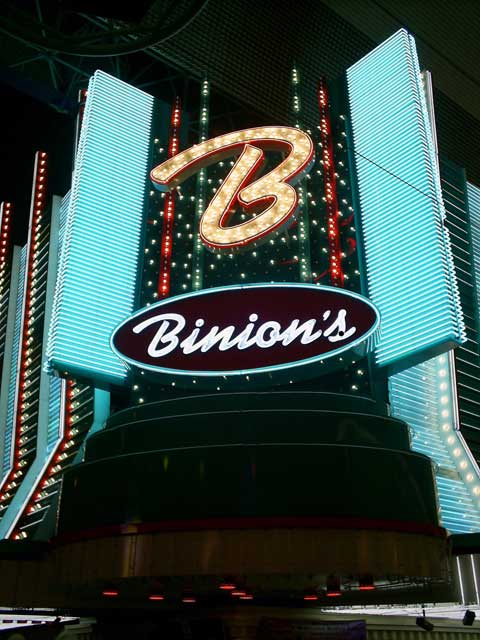
Das Binion’s Horseshoe in Las Vegas

Im Falle eines mehrfachen Braceletgewinners gibt die Zahl hinter dem Spielernamen an, das wievielte Bracelet in diesem Turnier gewonnen wurde.
| # | Buy-in (in $) | Turnier                                          | Turnierbeginn | Teilnehmer | Sieger             | Herkunft           | Preisgeld (in $) |
| - | ------------- | ------------------------------------------------ | ------------- | ---------- | ------------------ | ------------------ | ---------------- |
| 1 | 10.000        | Limit Seven Card Stud                            | 6. Mai 1974   | 09         | Jimmy Casella (2)  | Vereinigte Staaten | 041.225          |
| 2 | 01.000        | Limit Razz                                       | 7. Mai 1974   | 36         | Jimmy Casella (3)  | Vereinigte Staaten | 025.000          |
| 3 | 05.000        | Limit Five Card Stud                             | 8. Mai 1974   | 08         | Bill Boyd (4)      | Vereinigte Staaten | 040.000          |
| 4 | 05.000        | No-Limit 2-7 Draw Lowball                        | 9. Mai 1974   | 16         | Brian Roberts      | Vereinigte Staaten | 035.850          |
| 5 | 01.000        | No-Limit Hold’em                                 | 10. Mai 1974  | 21         | Thomas Preston (2) | Vereinigte Staaten | 011.100          |
| 6 | 10.000        | No-Limit Hold’em Main Event – World Championship | 11. Mai 1974  | 16         | Johnny Moss (4)    | Vereinigte Staaten | 160.000          |

### Main Event

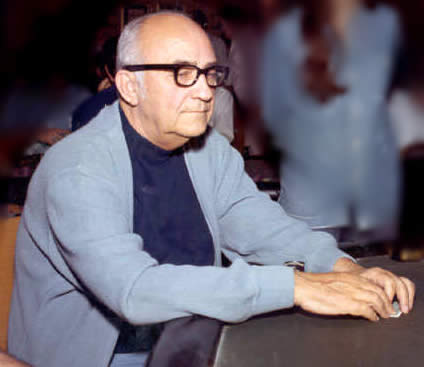
Johnny Moss (1974)

Das Hauptturnier wurde vom 11. bis 16. Mai 1974 gespielt. 16 Teilnehmer zahlten den Buy-in von 10.000 US-Dollar. In der finalen Hand gewann Moss mit 3♥ 3♠ gegen Addington mit A♣ 2♣.
| Platz | Herkunft           | Spieler            | Preisgeld (in $) |
| ----- | ------------------ | ------------------ | ---------------- |
| 1     | Vereinigte Staaten | Johnny Moss        | 160.000          |
| 2     | Vereinigte Staaten | Crandell Addington | –                |